# Saint-Sylvestre-de-Cormeilles
Pour les articles homonymes, voir Saint-Sylvestre.
Saint-Sylvestre-de-Cormeilles est une commune française située dans le département de l'Eure, en région Normandie.

## Géographie

### Localisation
Saint-Sylvestre-de-Cormeilles est une commune du pays d'Auge.

### Communes limitrophes
| Le Bois-Hellain            | Épaignes                      |         |
| Cormeilles                 | Saint-Sylvestre-de-Cormeilles | Lieurey |
| Saint-Pierre-de-Cormeilles | Morainville-Jouveaux          |         |

### Hydrographie
La commune est située dans le bassin Seine-Normandie. Elle est drainée par la Calonne, le Douet Tourtelle, la Rivière d'Angerville et divers autres petits cours d'eau,.
La Calonne, d'une longueur de 45 km, prend sa source dans la commune du Planquay et se jette  dans la Touques à Pont-l'Évêque, après avoir traversé 19 communes.

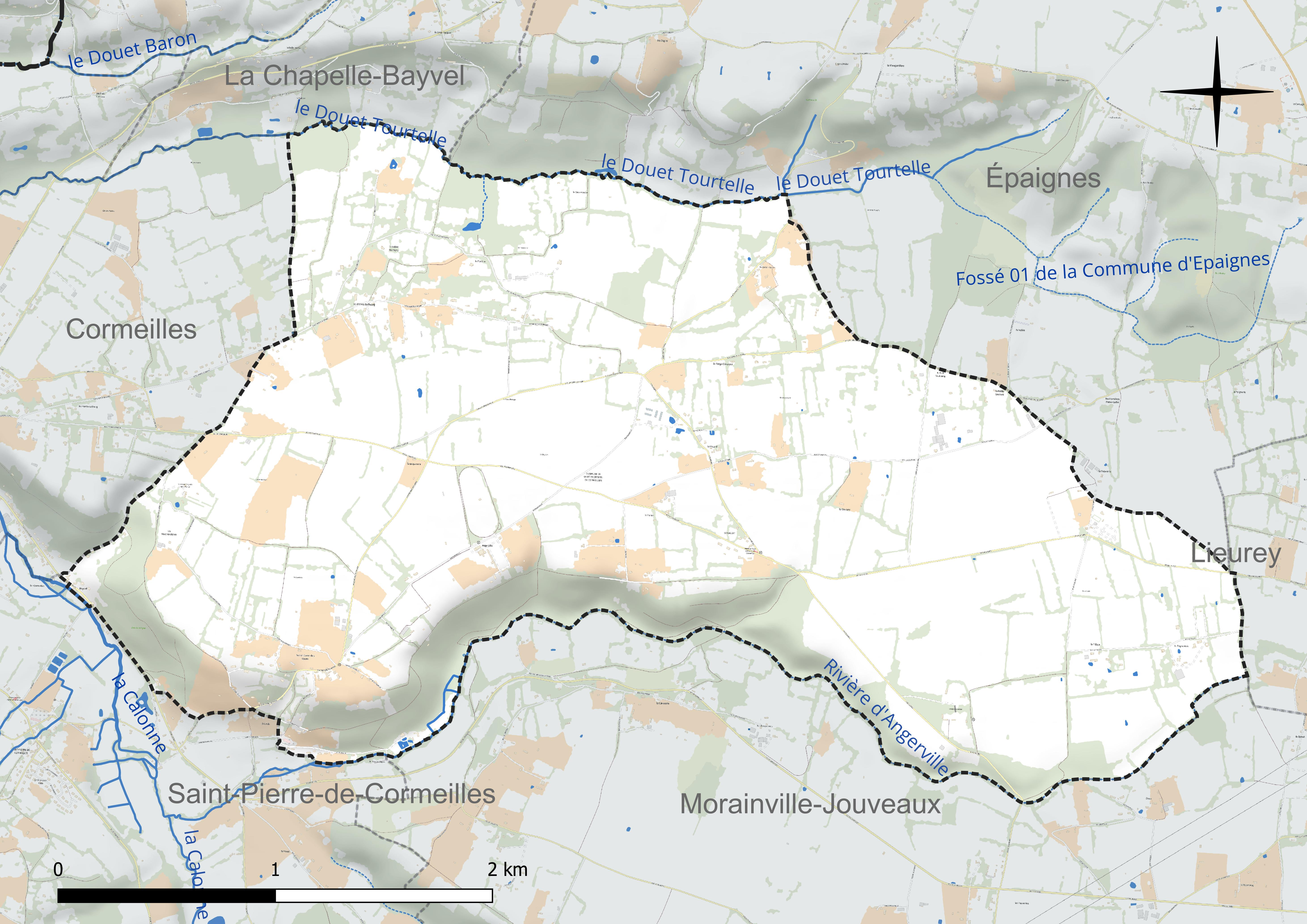
Réseau hydrographique de Saint-Sylvestre-de-Cormeilles.

### Climat
Pour des articles plus généraux, voir Climat de la Normandie et Climat de l'Eure.
En 2010, le climat de la commune est de type climat océanique dégradé des plaines du Centre et du Nord, selon une étude du CNRS s'appuyant sur une série de données couvrant la période 1971-2000. En 2020, Météo-France publie une typologie des climats de la France métropolitaine dans laquelle la commune est exposée à un climat océanique et est dans la région climatique  Côtes de la Manche orientale, caractérisée par un faible ensoleillement (1 550 h/an) ; forte humidité de l’air (plus de 20 h/jour avec humidité relative > 80 % en hiver), vents forts fréquents. Parallèlement le GIEC normand, un groupe régional d’experts sur le climat, différencie quant à lui, dans une étude de 2020, trois grands types de climats pour la région Normandie, nuancés à une échelle plus fine par les facteurs géographiques locaux. La commune est, selon ce zonage, exposée à un « climat contrasté des collines », correspondant au Pays d’Auge, Lieuvin et Roumois, moins directement soumis aux flux océaniques et connaissant toutefois des précipitations assez marquées en raison des reliefs collinaires qui favorisent leur formation.
Pour la période 1971-2000, la température annuelle moyenne est de 10,2 °C, avec  une amplitude thermique annuelle de 13,8 °C. Le cumul annuel moyen de précipitations est de 872 mm, avec 13 jours de précipitations en janvier et 8,9 jours en juillet. Pour la période 1991-2020, la température moyenne annuelle observée sur la station météorologique la plus proche, située sur la commune de Lieurey à 5 km à vol d'oiseau, est de 11,3 °C et le cumul annuel moyen de précipitations est de 893,1 mm,. Pour l'avenir, les paramètres climatiques de la commune estimés pour 2050 selon différents scénarios d’émission de gaz à effet de serre sont consultables sur un site dédié publié par Météo-France en novembre 2022.

## Urbanisme

### Typologie
Au 1er janvier 2024, Saint-Sylvestre-de-Cormeilles est catégorisée commune rurale à habitat très dispersé, selon la nouvelle grille communale de densité à 7 niveaux définie par l'Insee en 2022.
Elle est située hors unité urbaine et hors attraction des villes,.

### Occupation des sols
L'occupation des sols de la commune, telle qu'elle ressort de la base de données européenne d’occupation biophysique des sols Corine Land Cover (CLC), est marquée par l'importance des territoires agricoles (91 % en 2018), une proportion identique à celle de 1990 (91 %). La répartition détaillée en 2018 est la suivante : 
prairies (58,5 %), terres arables (32,5 %), forêts (9 %). L'évolution de l’occupation des sols de la commune et de ses infrastructures peut être observée sur les différentes représentations cartographiques du territoire : la carte de Cassini (XVIIIe siècle), la carte d'état-major (1820-1866) et les cartes ou photos aériennes de l'IGN pour la période actuelle (1950 à aujourd'hui).

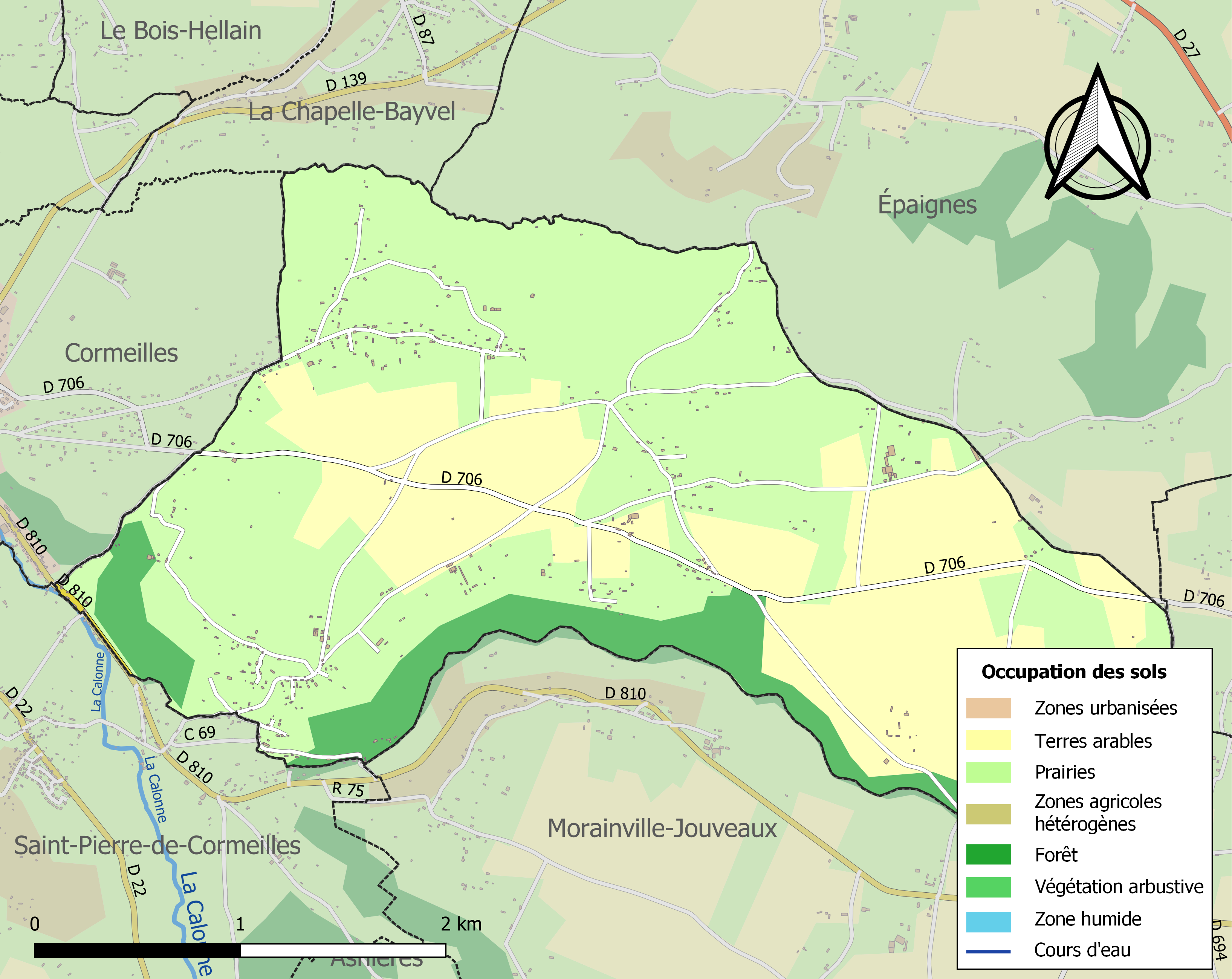
Carte des infrastructures et de l'occupation des sols de la commune en 2018 (CLC).

## Toponymie
Le nom de la localité est attesté sous la forme Sanctus Silvester de Cormeliis au XIIIe siècle[réf. nécessaire], Saint Sevestre de Cormeilles en 1446 (archives nationales), Saint Silvestre de Corneille en 1782 (Dict. des postes).
Saint-Sylvestre est un hagiotoponyme qui fait référence au pape Sylvestre Ier, l'église lui est dédiée.
Subdivision de l'ancien territoire de Cormeilles (ainsi que Saint-Pierre-de-Cormeilles).
Cormeilles est issu de l'ancien français cormeille « cormier », pluriel de l'oïl cormeille « sorte de fruit », qui a dû signifier « sorbier, ensemble de sorbiers » et qui est un dérivé de l'oïl corme, d'origine gauloise.

## Histoire
Faisait autrefois partie de Cormeilles et fut donné par Guillaume Fitz Osbern à l'abbaye Notre-Dame lors de sa fondation.

## Politique et administration
| Période                                  | Période  | Identité          | Étiquette | Qualité              |
| ---------------------------------------- | -------- | ----------------- | --------- | -------------------- |
| avant 1981                               | ?        | Paul Daufresne    |           |                      |
| mars 2008                                | En cours | Jean-Pierre Capon | UDI       | Agriculteur retraité |
| Les données manquantes sont à compléter. |          |                   |           |                      |

## Démographie
L'évolution du nombre d'habitants est connue à travers les recensements de la population effectués dans la commune depuis 1793. Pour les communes de moins de 10 000 habitants, une enquête de recensement portant sur toute la population est réalisée tous les cinq ans, les populations de référence des années intermédiaires étant quant à elles estimées par interpolation ou extrapolation. Pour la commune, le premier recensement exhaustif entrant dans le cadre du nouveau dispositif a été réalisé en 2005.

En 2022, la commune comptait 226 habitants, en évolution de −9,6 % par rapport à 2016 (Eure : −0,25 %, France hors Mayotte : +2,11 %).
| 1793 | 1800 | 1806 | 1821 | 1831 | 1836 | 1841 | 1846 | 1851 |
| ---- | ---- | ---- | ---- | ---- | ---- | ---- | ---- | ---- |
| 595  | 642  | 741  | 785  | 669  | 670  | 663  | 619  | 591  |

| 1856 | 1861 | 1866 | 1872 | 1876 | 1881 | 1886 | 1891 | 1896 |
| ---- | ---- | ---- | ---- | ---- | ---- | ---- | ---- | ---- |
| 564  | 556  | 533  | 462  | 429  | 395  | 379  | 400  | 350  |

| 1901 | 1906 | 1911 | 1921 | 1926 | 1931 | 1936 | 1946 | 1954 |
| ---- | ---- | ---- | ---- | ---- | ---- | ---- | ---- | ---- |
| 379  | 351  | 380  | 306  | 295  | 323  | 277  | 286  | 283  |

| 1962 | 1968 | 1975 | 1982 | 1990 | 1999 | 2005 | 2006 | 2010 |
| ---- | ---- | ---- | ---- | ---- | ---- | ---- | ---- | ---- |
| 252  | 234  | 190  | 178  | 194  | 173  | 205  | 204  | 205  |

| 2015 | 2020 | 2022 | - | - | - | - | - | - |
| ---- | ---- | ---- | - | - | - | - | - | - |
| 245  | 229  | 226  | - | - | - | - | - | - |

## Culture locale et patrimoine

### Lieux et monuments
Saint-Sylvestre-de-Cormeilles compte de nombreux édifices inscrits à l'inventaire général du patrimoine culturel :
- L'église Saint-Sylvestre (XIe, XIIe, XVIIIe et XIXe)[22] : elle comporte notamment une verrière de 1932 représentant saint Sylvestre réalisée par les ateliers Lorin de Chartres, alors dirigés par Charles Lorin (baie 3)[23] ;
- La chapelle Notre-Dame (1874) au lieu-dit Notre-Dame-des-Mares[24]. Cette chapelle est bâtie sur l'emplacement d'une mare et d'un oratoire consacré à la Vierge ;
- La croix de cimetière (XVIIe)[25] ;
- Un haras du XXe siècle au lieu-dit Angerville[26] ;
- Un manoir des XVIe, XVIIe, XVIIIe et XIXe siècles au lieu-dit le Moulin-Clipin[27] ;
- Un moulin des XVIIIe et XXe siècles au lieu-dit le Moulin-Clipin[28] ;
- Un château des XVIIe et XIXe siècles au lieu-dit Lislebec[29] ;
- Plusieurs fermes construites entre le XVIe et le XIXe siècle[30],[31],[32],[33],[34] ;
- Une maison du XIXe siècle au lieu-dit Bayvel[35].

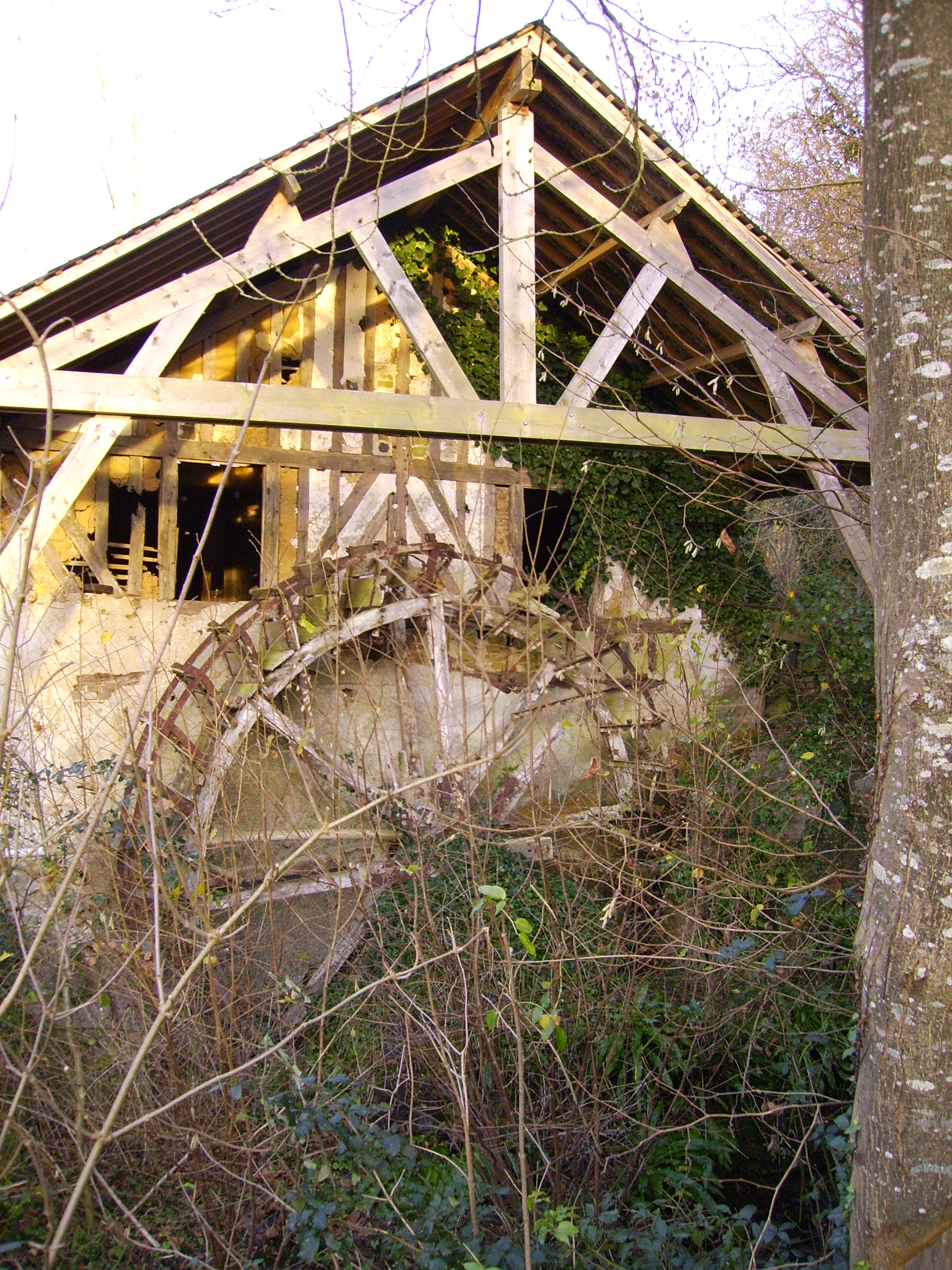
Moulin de la rivière d'Angerville.
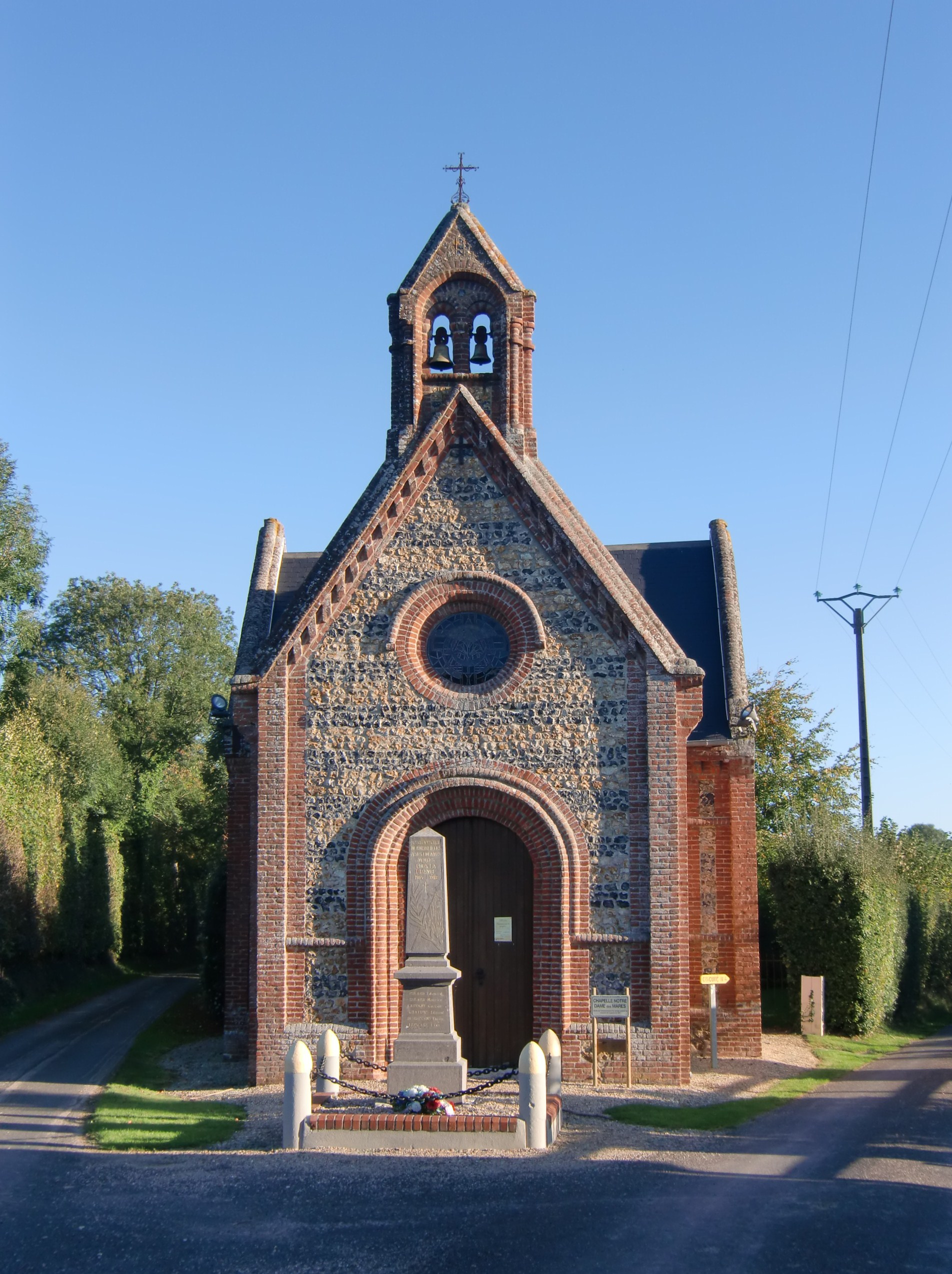
Chapelle Notre-Dame-des-Mares.

### Patrimoine naturel

#### Natura 2000
- Site Natura 2000 « le haut bassin de la Calonne »[36].

#### ZNIEFF de type 1
- ZNIEFF 230030446 – Les traversins[37].
- ZNIEFF 230030447 – La forge coupeur[38].
- ZNIEFF 230030449 – La briqueterie[39].
- ZNIEFF 230031091 – Les fauveries[40].

#### ZNIEFF de type 2
- ZNIEFF 230009183 – La haute vallée de la Calonne[41].

### Personnalités liées à la commune
- Hervé Morin possède une propriété de 18 hectares dans cette commune.